# قله همیشه‌روشن
قله همیشه‌روشن (PEL) به نقطه‌ای در اجرام فضایی منظومهٔ خورشیدی گفته می‌شود که نور خورشید همیشه به آن‌ها بتابد.
نحوه گردش یک جرم فضایی و عرض جغرافیایی یک نقطهٔ ویژه بر روی آن جرم باعث وجود چنین نقطهٔ همیشه روشنی می‌شود.
در جریان مأموریت فضایی کلمنتاین مشخص شد که در کره ماه در راستای کناره‌های دهانه برخوردی پیری چهار قله همیشه‌روشن وجود دارد.
این دهانه در نزدیکی قطب شمال ماه قرار دارد.
وجود قله‌های همیشه‌روشن برای اکتشاف فضایی و ایجاد کوچ‌نشین‌های انسانی بر کرات اهمیت دارد زیرا دریافت دائمی انرژی خورشیدی برای تولید برق را تضمین می‌کند و دمای این مناطق نیز نسبتاً پایدار است.

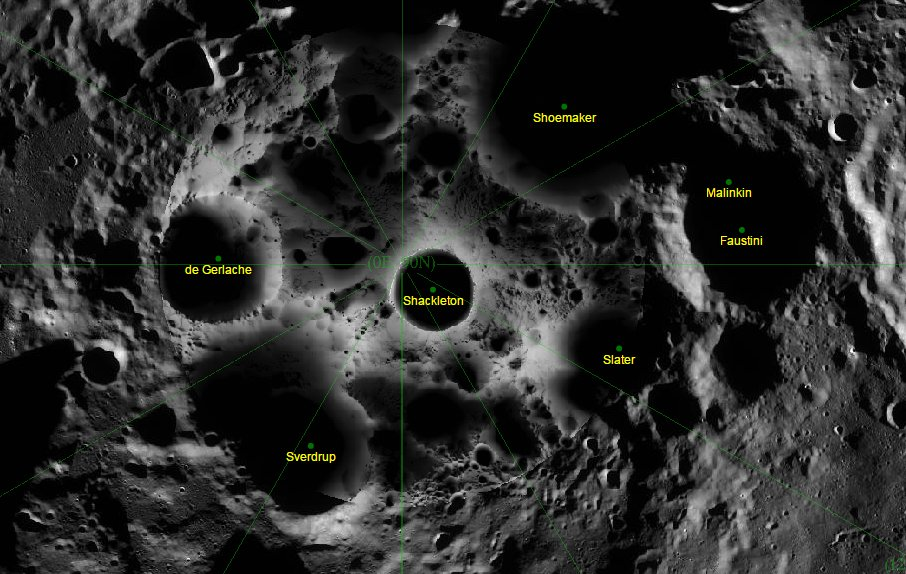
نمایی از شرایط نور در قطب جنوب ماه. در نور سفید، دائمی؛ در رنگ مشکی، سایه دائمی (بین ۸۸ تا ۹۰ درجه)